# 亞伯特·派努
亞伯特·派努（英語：Albert Pyun，1953年5月19日—2022年11月26日），美國男導演、編劇、製片人和剪輯師，執導過多部低預算的B級片和錄影帶首映電影，類型多為動作片與科幻片。著名作品如《巫術神劍》（1982年）、《尖峰戰士》（1989年）、《美國隊長》（1990年）和《超越終結者》（1992年）。
獨立電影頻道評，派努塑造出低預算且高概念的獨特優勢，使自己成為一名風華正茂的導演，甚至還戲稱他是新一任的艾德·伍德。派努的電影經常將跆拳道和混合武術與科幻、反烏托邦或後末日的主題結合，且經常含有生化人。但他受訪時表示：「我對生化人真的沒有興趣。我從來沒有對後末日的故事或背景真正感興趣。即使這些事物有爭議，但疑似為我提供了一種用很少的錢製作電影的方法，並探索我真正想探索的想法。」

## 生平
亞伯特·派努出生於夏威夷州。他是軍人的孩子，在父親定居夏威夷之前，住過世界各地的基地。派努在中學時，受到日本演員三船敏郎的邀請而前往日本實習。最初是知名導演黑澤明手下的實習生，但後來他決定不想成為演員。派努回到夏威夷，開始在檀香山的電影剪輯公司KGMB工作。經過幾年後，身為剪輯師的派努搬到洛杉磯成為長片導演。
派努的首部長片為1982年的《巫術神劍》，在美國票房成功；雖然評價不佳，但使演員李察·林區贏得土星獎最佳電影男配角，並在日後成為邪典電影和派努拍過的最佳作品。派努隨即又拍了他首部後末日電影《輻射噩夢》（1985年），找來當時還未出名的約翰·史塔威爾和麥可·杜迪考夫主演。之後，他陸續拍了風格完全不同的主流動作片《危險接近》（1986年）、科幻歌舞片《恶毒的嘴唇》（Vicious Lips，1986年）和浪漫驚悚片《向下扭曲》（1986年），反響皆一般。
1980年代後期，派努拍了以超模凱西·愛爾蘭主演的《洛城異形》；本片後來在《神秘科學戲院3000》的一集中被提出。之後，他幫坎農集團挽救了預算超支且未完成的冒險電影《地心歷險》（1989年）。派努的科幻動作片《尖峰戰士》找來剛紅不久的動作影星尚-克勞德·范·達美主演，評價多數負面，但票房成功，成為派努的代表作之一。22年後的2011年，派努發布了他的导演剪辑版。
派努另一部較為主流的作品為1990年上映的《美國隊長》，為漫威漫畫同名角色的首部真人電影。該片的版權在幕後經歷轉讓後，派努被聘來執導電影。雖然影評間反響大多不佳，主流觀眾也不討好，但仍成為小眾粉絲喜歡的邪典電影。
根據大衛·S·高耶的劇本，派努拍攝了武打片《唯我獨尊2》（1991年），為范·達美的名作《唯我獨尊》（1989年）的續集，但其反響不如前作。與滿月娛樂合作的1991年電影《娃娃終結者》成為小眾粉絲的科幻經典，同時派努也和主角提姆·湯默森在之後合作數次。
為滿月娛樂製作科幻恐怖片《虛擬實境死亡遊戲》（1993年）後，派努回歸製作擱置一段時間的科幻動作片《超越終結者》，1993年在美國有限上映。《超越終結者》成為派努的代表作之一，更在之後拍攝了多部續集。1994年，他和出演前者的湯默森和布瑞恩·詹姆斯在羅伯特·派屈克主演的《香港1997—屠殺令》中合作，該片以1997年香港主權移交中共為題材。
1990年代末期，派努的作品多為錄影帶首映的B級片，但不乏與知名演員合作，包括畢·雷諾斯（《驚爆轟天雷2》）、查理·辛（《魔鬼追捕令》），而克里斯多夫·藍伯特和Ice-T也是他電影的常客，其中《魔鬼槍神》（1997年）一次湊齊了兩名演員。
派努接下來較知名的作品為《即時引爆》（2001年），由湯姆·塞茲摩爾、丹尼斯·霍柏和史蒂芬·席格主演。電影在日本首週院線上映時，登上票房排名第五，僅次於《神鬼傳奇2》。派努討厭這部電影，表示怒族影業在拍攝中途突然切斷了資金，然後奪走了主導權，並在電影發行之前檔案片段拼接起來，成為該片商想要的「席格式動作片」。此後，派努自行發布了屬於自己、截然不同的導演剪輯版。
2000年代，派努最著名的是電影《龍之詛咒》陷入一場官司。2004年，他前往關島與電影製片人約翰·萊恩（John Laing）一起說服關島經濟發展和商務局（GEDCA）提供80萬美元的貸款擔保，為《龍之詛咒》籌資。萊恩拖欠貨款，加上電影未能收回投資而被沒收。與萊恩各說各話，聲稱對方欺騙。這開始了一場漫長的法律鬥爭，最終於2013年2月結束此事。派努沒有參與雙方間的任何法律訴訟。
派努於2008年9月起拍攝《巫術神劍》的「精神續集」——《古老國度的傳說》，2012年發行。之後他的《通向地獄之路》（2008年）是《狠將奇兵》（1984年）的非官方續集（或衍生作），找來了後者的麥可·派瑞主演相同的角色湯姆·寇帝（Tom Cody）。電影在2012年波莉格林德影展上獲得九項大獎：最佳奇幻電影、最佳男演員、最佳女主角獎、最佳女配角、最佳歌曲、最佳歌曲使用、最佳音樂使用、最佳視覺效果、最佳劇本和新人獎。
2013年底，派努宣布他患有多发性硬化症。他在受訪時表示，很高興自己「職業生涯即將結束」，並期待以「教學和舉辦研討會」來傳遞他自己所學到的東西。2014年3月，健康狀況有所改善，足以讓他拍攝《谢丽尔库珀的讯问》（The Interrogation of Cheryl Cooper）。在與疾病鬥爭期間，他自2015年起還製作了獨立科幻片《星際內戰》（Interstellar Civil War）。拍完《星際內戰》後，派努被診斷出患有失智症。儘管如此，他仍在2018年期間為自己的新片《惡混天使和惡魔》（Bad Ass Angels and Demons）籌集資金。
派努于2022年11月26日在拉斯维加斯辞世，享年69岁。據妻子辛西雅·庫南（Cynthia Curnan）所述，派努去世前一直在製作兩部未完成的電影，希望將這些項目改編成一部由六集組成的電視劇。

## 作品列表
- 1982：《巫術神劍（英语：The Sword and the Sorcerer）》-導演，編劇
- 1985：《輻射噩夢（英语：Radioactive Dreams）》-導演，編劇
- 1986：《危險接近（英语：Dangerously Close）》-導演
- 1986：《恶毒的嘴唇》（Vicious Lips）-導演，編劇
- 1987：《向下扭曲（英语：Down Twisted）》-導演
- 1988：《洛城異形（英语：Alien from L.A.）》-導演，編劇
- 1989：《地心歷險（英语：Journey to the Center of the Earth (1989 film)）》-導演
- 1989：《尖峰戰士》-導演
- 1990：《星際怪客》-導演，編劇
- 1990：《美國隊長》-導演
- 1991：《血鬥（英语：Bloodmatch）》-導演，監製
- 1991：《唯我獨尊2（英语：Kickboxer 2）》-導演
- 1991：《娃娃終結者》-導演（錄影帶首映）
- 1992：《超越終結者》-導演
- 1993：《幽靈戰將（英语：Knights (film)）》-導演
- 1993：《致命紅蓮（英语：Brainsmasher... A Love Story）》-導演，編劇（錄影帶首映）
- 1993：《虛擬實境死亡遊戲（英语：Arcade (film)）》-導演（錄影帶首映）
- 1994：《唯我獨尊4（英语：Kickboxer 4）》-導演（錄影帶首映）
- 1994：《香港1997—屠殺令》-導演（錄影帶首映）
- 1995：《霹靂悍妞》（Spitfire）-導演，編劇
- 1995：《挑戰未來2：星雲》-導演，編劇（錄影帶首映）
- 1995：《機械格鬥戰場》（Heatseeker）-導演，編劇
- 1996：《星際奇兵總動員》-導演，編劇
- 1996：《絕地殺機（英语：Omega Doom）》-導演
- 1996：《挑戰未來3：殘酷獵殺》-導演，編劇（錄影帶首映）
- 1996：《天鷹復仇記（英语：Raven Hawk）》-導演（電視電影）
- 1996：《挑戰未來4：死亡天使》-導演，編劇（錄影帶首映）
- 1997：《海上冲击波》（Blast）-導演，編劇
- 1997：《魔鬼鎗神（英语：Mean Guns）》-導演
- 1997：《驚爆轟天雷2（英语：Crazy Six）》-導演（錄影帶首映）
- 1998：《魔鬼追捕令（英语：Postmortem (1998 film)）》-導演
- 1999：《黑色警戒線（英语：Corrupt (1999 film)）》-導演
- 1999：《城市威脅》-導演（錄影帶首映）
- 2000：《破壞部隊（英语：The Wrecking Crew (2000 film)）》-導演
- 2001：《即時引爆》-導演，監製
- 2004：《龍之詛咒（英语：Max Havoc: Curse of the Dragon）》-導演
- 2007：《死亡之旅（英语：Left for Dead (2007 Western film)）》-導演
- 2008：《通向地獄之路（英语：Road to Hell (film)）》-導演
- 2010：《毒品世界逃生記（英语：Bulletface）》-導演
- 2010：《古老國度的傳說（英语：Tales of an Ancient Empire）》-導演
- 2014：《谢丽尔库珀的讯问》（The Interrogation of Cheryl Cooper）-導演
- 2017：《星際內戰》（Interstellar Civil War）-導演，編劇

## 外部連結
- 官方网站
- 亞伯特·派努在互联网电影资料库（IMDb）上的資料（英文）
- Captain America : Director’s Cut going direct-to-Blu-ray!